# SC-01F
ドコモ スマートフォン GALAXY Note 3 SC-01F（ドコモ スマートフォン ギャラクシー ノート スリー エスシーゼロイチエフ）は、韓国のサムスン電子によって開発された、NTTドコモの第3.9世代移動通信システム（Xi）と第3世代移動通信システム（FOMA）のデュアルモード端末である。ドコモ スマートフォン（第2期）のひとつ。製品番号はSM-N900D。

## 概要
SC-02Eの後継機種で、グローバルモデルであるGALAXY Note 3の日本国内ローカライズモデルとなる。
基本的な性能は先に発表されたau向けのSCL22とほぼ同等だが、こちらはNOTTVの受信機能が追加されている。ちなみに、NTTドコモの端末においてAndroid 4.3を初期搭載するのは本機種が初となる。
ディスプレイは5.7インチとSC-02Eと比べ大型化しているうえ、FULL HD SUPER AMOLEDを採用し鮮明度、動画の再生といった描写品質をより一層高めた。
GALAXY Noteの特徴でもあるペンを使う機能が多数増加しており、手描きメモから文字を判別し直接通話アプリの起動や地図検索のできる「アクションメモ」やウェブページやYouTubeなどを端末内に保存できる「スクラップブック」、画面にペンをかざし、ペンのボタンを押すだけで表示される「エアコマンド」といった機能が追加されている。そのほかにペンで囲んだエリアを簡単に切り取ることができる「Easy Clip」、ペン先を近づけるとフォルダの中身やEメールの本文などが見られる「Air View」といった機能も利用することができる。
そのほかSC-02F(GALAXY J)でも採用されている8フリック入力が対応したほか、ワンセグ、おサイフケータイも搭載している。更にGALAXY Note2には搭載されなかったNFCも決済可能な仕様で採用された。
日本独自機能として、災害時など、電池を少しでも長く持たせたいときに便利な「緊急時長持ちモード」と簡単な操作で、緊急時に危険を周囲に知らせることができる「ブザー機能」、手軽な操作でデータ通信や電話の発信などを制限し、子どもの誤操作を防止する「通信制限モード」を搭載している。
3,200mAhと大容量の電池パックを採用し、GALAXY Noteに比べ、待受時間が約2倍に向上している。
同日に発売された腕時計型のウェアラブル端末であるGALAXY Gearと連携できる最初の端末でもある。
キャッチコピーは「DESIGN YOUR LIFE 日常のことが、もっと便利に、もっと楽しく。」。

## 搭載アプリ
【Google標準アプリ】
- ブラウザ
- Eメール
- SMS
- Gmail
- YouTube
- ギャラリー
- 電卓
- 設定
- Google（検索）
- 音声検索
- トーク
- 時計
- ナビ
- ローカル
- Playストア
- マップ、Latitude
- カメラ
- Chrome
- Sプランナー（カレンダー）
- 音楽、動画
- Google+
- メッセンジャー
- Playムービー
- ダウンロード

【メーカー提供アプリ】
- ダイヤル（SAMSUNG電話アプリ）
- 連絡先（SAMSUNG電話帳アプリ）
- My Files
- ボイスレコーダー
- Sノート
- ワンセグ
- おサイフケータイ
- eトリセツ
- Polaris Office 4.0
- Samsung Apps
- 辞書（DioDict）
- ChatON
- AllShare Play
- S Suggest
- Group Cast
- Paper Artist
- Dropbox

【ドコモ提供アプリ】
- spモード(データバックアップ)
- 地図アプリ
- ドコモメール
- メール翻訳コンシェル
- はなして翻訳
- うつして翻訳
- iコンシェル
- しゃべってコンシェル
- iチャネル
- i Bodymo
- ドコモあんしんスキャン

## 主な機能
| 主な対応サービス                                | 主な対応サービス                         | 主な対応サービス                     | 主な対応サービス                                                  |
| ----------------------------------------------- | ---------------------------------------- | ------------------------------------ | ----------------------------------------------------------------- |
| タッチパネル/加速度センサー                     | Xi/FOMAハイスピード                      | Bluetooth                            | DCMX/おサイフケータイ/NFC/かざしてリンク/赤外線/トルカ            |
| ワンセグ/フルセグ/モバキャス                    | メロディコール                           | テザリング                           | WiFi IEEE802.11a/b/g/n/ac                                         |
| GPS                                             | ドコモメール/電話帳バックアップ          | デコメール/デコメ絵文字/デコメアニメ | iチャネル                                                         |
| エリアメール/ソフトウェアーアップデート自動更新 | デジタルオーディオプレーヤー(WMA・MP3他) | GSM/3Gローミング(WORLD WING)         | フルブラウザ/Flash Player                                         |
| Google Play/dメニュー/dマーケット               | Gmail/Google Talk/YouTube/Picasa         | バーコードリーダ/名刺リーダ          | ドコモ地図ナビ/ドコモ ドライブネット/Google Maps/ストリートビュー |

## 歴史
- 2013年9月4日（現地時間） - ドイツ・ベルリンの家電展示会「IFA 2013」にてサムスン電子よりグローバルモデル発表。この時点で日本国内での販売も予告されていた[6]。
- 2013年10月10日 - NTTドコモより公式発表、事前予約開始。
- 2013年10月17日 - 発売開始。
- 2014年7月8日 - Android 4.4へアップデート開始。

## アップデート・不具合など
2014年2月12日のアップデート（機能バージョンアップ）
- 機能バージョンアップ
  - [docomo ID」認証の本格導入対応
    - 端末にdocomo IDを設定することが可能。docomo IDを端末に設定することで、対応するサービスアプリ[8]でのdocomo ID入力が不要になる。
    - Wi-Fiオプションパスワードがdocomo IDに統合[9]

  - 端末を紛失した際などに、パソコン（My docomo）から回線を指定して、遠隔操作で端末初期化およびSDカードのデータを消去できるサービス「遠隔初期化」に対応
  - 新「ドコモバックアップアプリ」の提供開始
    - SDカードバックアップ対応項目のうち、音楽、ブックマーク、通話履歴、ユーザ辞書について、データ保管BOXへのアップロードが可能となる。

  - 「伝言メモ」機能追加
    - 「伝言メモ」再生時の出力をスピーカーから受話口（レシーバー）に変更。

  - 「Sプランナー」機能追加
    - 「Sプランナー」とは、GALAXYシリーズにプリセットされるカレンダーアプリ（SAMSUNG独自）、Noteシリーズでは「Sペン」を使った編集機能により、本物の手帳のようなアナログな使い勝手を実現。

  - 「Sノート」との連携機能の追加
    - SプランナーからSノートを起動し作成、Sプランナーのスケジュール管理とリンクしてSノートの管理・閲覧が可能。

  - 新テンプレートの追加
  - GALAXY Gear（SM-V700）で通知されるドコモ・サービスの追加
    - spモードメールの通知機能に加え、新たにドコモメール、エリアメールの通知機能を追加。
- 不具合修正
  - dビデオまたはdアニメのコンテンツを再生中、まれに正しく再生されない場合がある不具合を修正する。
- ビルド番号がJSS15J.SC01FOMUBMIFからJSS15J.SC01FOMUBNA8になる。

2014年3月4日のアップデート
- ダウンロードした音楽コンテンツを再生中、まれに正しく再生できない場合がある不具合を修正する。
- ビルド番号がJSS15J.SC01FOMUBMIF、JSS15J.SC01FOMUBNA8からJSS15J.SC01FOMUBNB3になる。

2014年3月31日のアップデート（機能バージョンアップ）
- 機能バージョンアップ
  - 「LTE国際ローミング」の対応
    - 本端末を利用して、海外でLTEの通信が可能になる（本機能対応に伴い、LTEのON／OFF設定を追加）。
- 不具合修正
  - 音声着信時、応答ガイダンス中に着信が切れると、不在着信が表示されない場合がある不具合を修正する。
- ビルド番号がJSS15J.SC01FOMUBMIF、JSS15J.SC01FOMUBNA8、JSS15J.SC01FOMUBNB3からJSS15J.SC01FOMUCNC3になる。

2014年7月8日のアップデート（OSバージョンアップ）
- 本機独自機能の追加
  - 映画やアニメなどの動画や音楽ファイルなど、30MB以上の大容量ファイルのダウンロードがLTEとWi-Fiを同時に接続することで高速でダウンロードができ、快適にコンテンツが楽しめる「ハイブリッドダウンロード」に対応。
  - 「緊急時長持ちモード」の機能改善
    - 懐中電灯（フラッシュライトを点灯）をホーム画面上から起動することが可能。
    - 緊急アラームをホーム画面上から起動することが可能。
    - あらかじめ登録しておいた連絡先（最大4件まで）に現在位置情報を付加したメッセージを送信することができる「現在地を共有」機能を追加。

  - 「ユーザ補助」の機能改善
    - 音楽やビデオなどの音に合わせて本端末が振動する「自動反応バイブ」機能を追加。
    - 機能操作時に、速やかにメニューにアクセスし操作性を向上する「アシスタントメニュー」機能を追加。
    - ホームボタンを素早く3回押してユーザ補助機能を設定／解除できる「ダイレクトアクセス」機能を追加。

  - カメラ機能に撮影場所の左右や前進といった動きのあるリアルな写真が撮影でき、その場にいるような感覚を体感できる「バーチャルツアーショット」を追加。
  - 「プリンタ連携機能」の追加。パソコンが無くても写真やホームページの印刷が利用可能になる。
- その他
  - OSバージョンアップと合わせて、spモードメールがドコモメールに切り替わる[11]。
  - ドコモ絵文字をリニューアル。収録数が252個から698個に拡大。
- 不具合修正
  - 携帯電話（本体）にてワンセグを視聴中、まれに正しく再生できない場合がある不具合を修正する。
- ビルド番号がJSS15J.SC01FOMUCNC3からKOT49H.SC01FOMUFNF6になる。

2014年10月16日のアップデート
- Gガイド番組表アプリからワンセグを起動できない場合がある不具合を修正する。
- ビルド番号がJSS15J.SC01FOMUBMIF、JSS15J.SC01FOMUBNA8、JSS15J.SC01FOMUBNB3、JSS15J.SC01FOMUCNC3、KOT49H.SC01FOMUFNF6からKOT49H.SC01FOMUFNI3になる。